# Бормотов, Георгий Фёдорович
Георгий Фёдорович Бормотов (18 августа 1914 года, ст. Романовская Волгодонского района ― 15 октября 2004 года, Воронеж) — участник Великой Отечественной войны, начальник передвижной механизированной колонны № 16 управления строительства «Ставропольстрой» Министерства мелиорации и водного хозяйства РСФСР, город Черкесск Карачаево-Черкесской автономной области, Ставропольский край. Герой Социалистического Труда (02.10.1950). Заслуженный строитель РСФСР. Заслуженный мелиоратор РСФСР.

## Биография
Родился 18 августа 1914 года в станице Романовская ныне Волгодонского района Ростовской области в крестьянской семье.
Его отец, Фёдор Виссарионович, погиб в Гражданскую войну в 1920 году и мама сама воспитывала двоих детей. В 1929 году поступил в Краснодарский индустриальный техникум, окончив который в 1933 году, стал работать машинистом экскаватора. С мая 1935 года работал бригадиром механизированного отряда на строительстве канала Волга – Москва (ныне – канал имени Москвы). 
Служил в Красной Армии. После увольнения из РККА трудился в Армянской ССР (ныне – Армения), на спрямлении реки Занга. Затем приехал в Орджиникидзевский, с 1943 года – Ставропольский край, на строительство Невинномысского канала, где возглавил механизированный отряд. Вступил в ВКП(б)/КПСС.
С 1941 года – в Военно-морском флоте. Участник Великой Отечественной войны. Служил на Тихоокеанском флоте. Боевой путь сержант Бормотов завершил в должности старшего электромеханика 4-го высшего военно-морского училища.
В 1946 году вернулся в Ставропольский край на строительство Невинномысского канала. Трудился главным механиком, а с 1949 по 1957 год – начальником механизированного отряда. Было трудное послевоенное время. Все, что было до войны построено, немцы разрушили. Пришлось все начинать заново. На стройке работали вручную девушки и женщины, мужчин было мало. Землеройная техника была на весь золота. Из всей техники удалось собрать два экскаватора и два автомобиля. Работа механизаторов во многом определяла, быть или не быть каналам и водохранилищам. В этих трудных условиях требовались мастера особой закалки. 
Первым объектом коллектива, возглавляемого главным механиком Г. Ф. Бормотовым, стала тридцатиметровая плотина Новотроицкого водохранилища, при сооружении которой механизированный отряд достиг высоких результатов. Невинномысский канал, который строили Бормотов и его товарищи, соединил самую крупную на Северном Кавказе реку Кубань со степной пересыхающей летом речкой Егорлык. После сдачи канала в эксплуатацию Егорлык на протяжении 420 километров стал полноводным. Канал позволил создать Сенгилеевское, Егорлыкское, Новотроицкое водохранилища, построить 4 гидроэлектростанции, обеспечить водой и электричеством краевой центр. Право-Егорлыкская система позволяет орошать 75 тысяч гектаров пахотных земель.
В 1957-1975 годах – начальник передвижной механизированной колонны № 16 управления строительства «Ставропольстрой», которая с 1959 года базировалась в городе Черкесск Карачаево-Черкесской автономной области Ставропольского края (ныне – Карачаево-Черкесская Республика) и участвовала в строительстве Большого Ставропольского канала.
Возглавляемая им колонна систематически выполняла и перевыполняла плановые задания, добиваясь рекордных выработок не только по управлению «Ставропольстрой», но и среди других водохозяйственных строительных организаций СССР.
Указом Президиума Верховного Совета СССР от 8 апреля 1971 года за выдающиеся успехи, достигнутые в развитии сельскохозяйственного производства и выполнении пятилетнего плана продажи государству продуктов земледелия и животноводства, Бормотову Георгию Фёдоровичу присвоено звание Героя Социалистического Труда с вручением ордена Ленина и золотой медали «Серп и Молот».
Неоднократно избирался депутатом Карачаево-Черкесского областного Совета, членом бюро Карачаево-Черкесского обкома КПСС.
С 1975 года – на пенсии.
Жил в Черкесске, а последние годы жизни – в Воронеже. 
Умер 15 октября 2004 года. Похоронен в Воронеже.

## Награды
- Золотая медаль «Серп и Молот»(08.04.1971)
- Орден Ленина (08.04.1971)
- Орден Ленина
- Орден Октябрьской Революции

- Медаль «В ознаменование 100-летия со дня рождения Владимира Ильича Ленина» (6 апреля 1970)
- Медаль «За победу над Германией в Великой Отечественной войне 1941—1945 гг.» (9 мая 1945[3])[4]
- Юбилейная медаль «Двадцать лет Победы в Великой Отечественной войне 1941—1945 гг.» (7 мая 1965[5])
- Медаль «За трудовую доблесть»
- Медаль «Ветеран труда»
- Большая золотая медаль ВДНХ СССР (03.04.1961) — за внедрение передовой техники по проведению земляных работ при строительстве Право-Егорлыкской обводнительной оросительной системы.

## Память
- На могиле установлен надгробный памятник.
- В передвижной механизированной колонне № 16 учрежден приз имени Г.Ф. Бормотова, которым ежегодно награждаются лучшие строители-мелиораторы[1].